# رشف
رشف (نیز Reshef و صورت‌های بسیار دیگر، پایین را ببینید؛ ابلایی 𒀭𒊏𒊓𒀊، Rašap، اوگاریتی: 𐎗𐎌𐎔، ršp، مصری ršpw، فنیقی: 𐤓‬𐤔‬𐤐‬، ršp، عبری: רֶשֶׁף‎ Rešep̄) خدایی مرتبط با جنگ و طاعون بود که اصالتا در هزاره سوم پیشا دوران مشترک در ابلا پرستیده می‌شد.

## نام

### ریشه‌شناسی
ریشه‌شناسی نام رشف نامشخص است.